# Dugopolje
Dugopolje är en ort i Kroatien.   Den ligger i länet Dalmatien, i den södra delen av landet, 250 km söder om huvudstaden Zagreb. Dugopolje ligger 281 meter över havet och antalet invånare är 2 687.
Terrängen runt Dugopolje är kuperad åt nordost, men åt sydväst är den bergig. Runt Dugopolje är det ganska tätbefolkat, med 54 invånare per kvadratkilometer. Närmaste större samhälle är Split, 15,4 km sydväst om Dugopolje. Omgivningarna runt Dugopolje är en mosaik av jordbruksmark och naturlig växtlighet.